# Список разъёмов микропроцессоров

Разъём центрального процессора (англ. CPU socket, сокет) — гнездовой или щелевой разъём (гнездо) в материнской плате, предназначенный для установки в него центрального процессора. Использование разъёма вместо непосредственного припаивания процессора на материнской плате упрощает замену процессора для проведения модернизации или ремонта компьютера, а также значительно снижает стоимость материнской платы.
Разъём может быть предназначен для установки собственно процессора или CPU-карты (например, в Pegasos). Каждый разъём допускает установку только определённого типа процессора или CPU-карты. На физическом уровне разъёмы отличаются количеством контактов, типом контактов, расстоянием креплений для процессорных кулеров, что делает практически все разъёмы несовместимыми.

## Список разъёмов и соответствующих им процессоров
Старые разъёмы для процессоров x86 нумеровались в порядке выпуска, обычно одной цифрой. Более поздние разъёмы, как правило, обозначались номерами, соответствующими числу пинов (ножек) процессора.

### Ранние универсальные сокеты

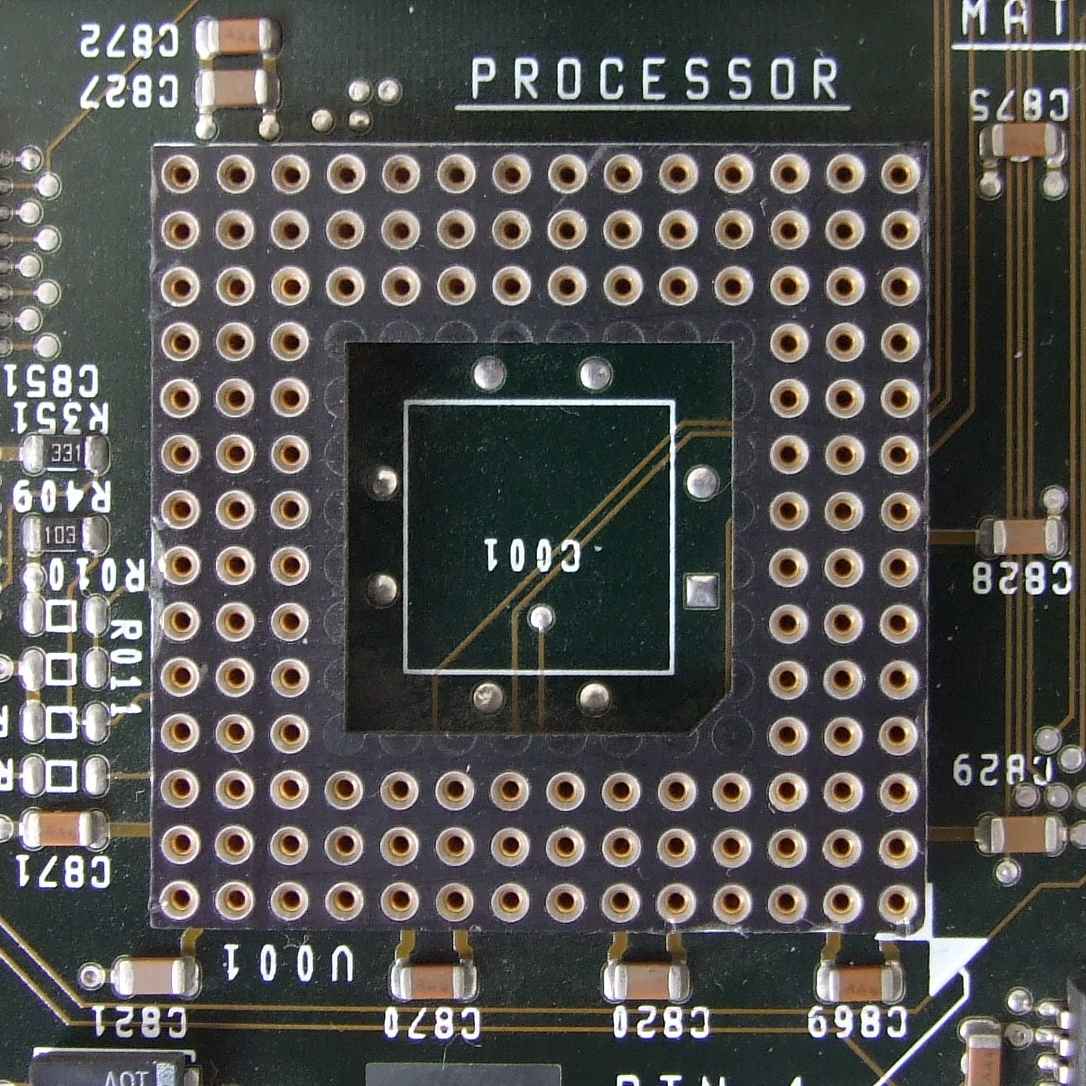
Один из первых, разъём для установки ЦП i386DX (PGA, LIF).

- PGA168 — Intel 80486. Ретроспективно получил неофициальное название Socket 0 (реже Socket 486)
- Socket 1 — Intel 80486
- Socket 2 — Intel 80486 и совместимые с ними процессоры других производителей
- Socket 3 — Intel 80486 и совместимые с ними процессоры других производителей
- Socket 4 — Pentium с тактовой частотой 60 и 66 МГц и напряжением питания 5В (1993 год)
- Socket 5 — Pentium, AMD K5, IDT WinChip C6, WinChip 2, Cyrix/IBM/TI M1/6x86 (1993 год)
- Socket 6 — 80486DX4, модифицированная версия Socket 3. В реальных платах не использовался.
- Socket 7 — Pentium, Pentium MMX, AMD K6, IDT WinChip, Cyrix/IBM/TI 6x86L, MII/6x86MX, Rise mP6 (1995 год)

### Разъёмы процессоровIntel

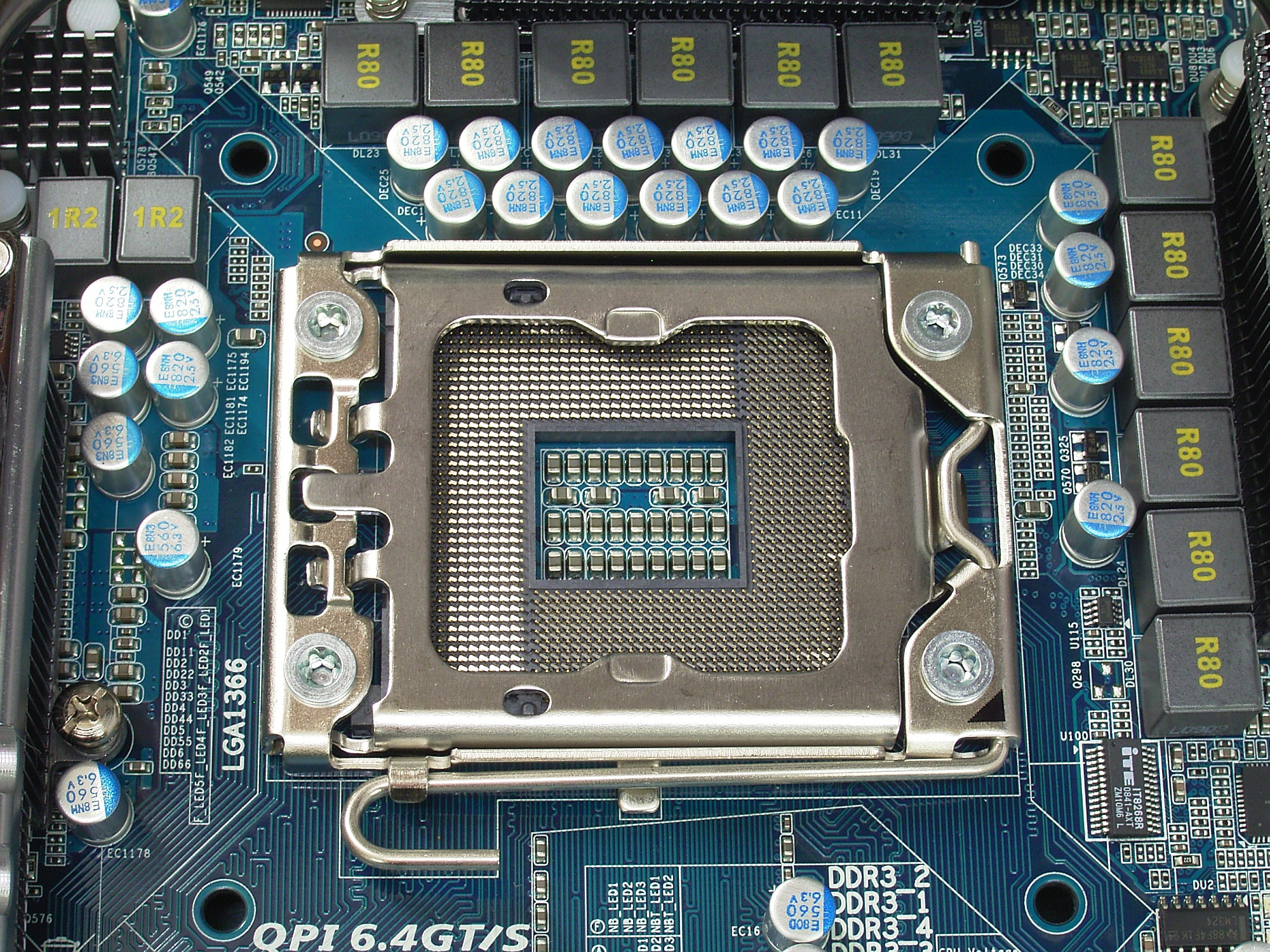
Разъём LGA 1366

#### Сокеты
- Socket 8 — Pentium Pro (1995 год)
- Socket 370 — Pentium III (500 MHz — 1,4 ГГц), Celeron, Cyrix III, VIA C3 (1999 год)
- Socket 423 — Pentium 4 и Celeron, ядро Willamette (2000 год)
- Socket 478 — Pentium 4 и Celeron, ядра Willamette, Northwood, Prescott (2001 год)
- Socket 603/604 — Xeon, ядра Willamette и Northwood
- PAC418 — Itanium
- PAC611 — Itanium 2, HP PA-RISC 8800 и 8900
- Socket J (LGA771) — Intel Xeon серий 50xx, 51xx (ядра Dempsey и Woodcrest), 53xx (ядро Clovertown), 54xx (ядро Harpertown)
- Socket T (LGA775) — Intel Pentium 4, Pentium D, Celeron D, Pentium EE, Core 2 Duo, Core 2 Extreme, Celeron, Xeon серии 3000, Core 2 Quad (ядра Northwood, Yorkfield, Prescott, Conroe, Kentsfield, Allendale и Cedar Mill)
- Socket LS (LGA1567) — Intel Xeon (серий 6500 и 7500). (2010 год)

- Socket B (LGA1366) — серверный, замена Socket T и Socket J, для процессоров Core i7 и Xeon (35xx, 36xx, 55xx, 56xx серии) с интегрированным трехканальным контроллером памяти и соединением QuickPath. (2008 год)
- Socket H (LGA 1156) — серверный, для процессоров Core с интегрированным двуканальным контроллером памяти и без соединения QuickPath (2009 год)
- Socket H2 (LGA 1155) — замена Socket H (LGA1156), для процессоров Core 2-3 поколения. (2011 год)
- Socket R (LGA 2011) — серверный, замена Socket B (LGA1366), для процессоров Core i7 и Xeon с интегрированным четырёхканальным контроллером памяти и двумя соединениями QuickPath. (2011 год)
- Socket B2 (LGA 1356) — серверный, замена Socket B (LGA1366), для процессоров Core i7 и Xeon с интегрированным трехканальным контроллером памяти и соединениям QuickPath. (2012 год)
- Socket H3 (LGA 1150) — замена Socket H2 (LGA1155) для процессоров Core 4-5 поколения. (2013 год)
- Socket R3 (LGA2011-3) — серверный, модификация Socket R (LGA2011). (2014 год)
- Socket H4 (LGA 1151) — замена Socket H3 (LGA1150), для процессоров Core 6-7 поколения. (2015 год)
- Socket H4 (LGA 1151v2) — для процессоров Core 8-9 поколения (2017 год)
- Socket R4 (LGA 2066) — серверный, замена Socket R3 (2017 год)
- Socket H5 (LGA 1200) — замена Socket H4 (LGA 1151) для процессоров Core 10-11 поколения. (2020 год)
- Socket V (LGA 1700) — замена LGA 1200, для процессоров Alder Lake и Raptor Lake с поддержкой памяти DDR5 (2021 год)
- Socket V1 (LGA 1851) — замена Socket V (2024)

#### Щелевые разъёмы
- Slot 1 — Pentium II, первые Pentium III, Celeron (233 MHz — 1,13 GHz) (1997 год)
- Slot 2 — Pentium II Xeon, Pentium III Xeon

| Сокеты Intel 2000—2020 | Сокеты Intel 2000—2020 | Сокеты Intel 2000—2020 | Сокеты Intel 2000—2020 | Сокеты Intel 2000—2020 | Сокеты Intel 2000—2020 | Сокеты Intel 2000—2020 | Сокеты Intel 2000—2020 | Сокеты Intel 2000—2020 | Сокеты Intel 2000—2020 | Сокеты Intel 2000—2020 | Сокеты Intel 2000—2020 | Сокеты Intel 2000—2020 | Сокеты Intel 2000—2020 | Сокеты Intel 2000—2020 | Сокеты Intel 2000—2020 | Сокеты Intel 2000—2020 | Сокеты Intel 2000—2020 | Сокеты Intel 2000—2020 | Сокеты Intel 2000—2020 | Сокеты Intel 2000—2020 | Сокеты Intel 2000—2020 | Сокеты Intel 2000—2020 | Сокеты Intel 2000—2020 | Сокеты Intel 2020-2040 | Сокеты Intel 2020-2040 |
|                        |                        | 1999                   | 2000                   | 2001                   | 2002                   | 2003                   | 2004                   | 2005                   | 2006                   | 2007                   | 2008                   | 2009                   | 2010                   | 2011                   | 2012                   | 2013                   | 2014                   | 2015                   | 2016                   | 2017                   | 2018                   | 2019                   | 2020                   | 2021-2023              | 2024                   |
| ---------------------- | ---------------------- | ---------------------- | ---------------------- | ---------------------- | ---------------------- | ---------------------- | ---------------------- | ---------------------- | ---------------------- | ---------------------- | ---------------------- | ---------------------- | ---------------------- | ---------------------- | ---------------------- | ---------------------- | ---------------------- | ---------------------- | ---------------------- | ---------------------- | ---------------------- | ---------------------- | ---------------------- | ---------------------- | ---------------------- |
| Десктоп                | Топ                    |                        |                        |                        |                        |                        |                        |                        |                        |                        | 1366                   | 1366                   | 1366                   | 2011                   | 2011                   | 2011                   | 2011-3                 | 2011-3                 | 2011-3                 | 2066                   | 2066                   | 2066                   | 2066                   | 2066                   |                        |
| Десктоп                | Мейнстрим              | 370                    | 423                    | 478                    | 478                    | 478                    | 775                    | 775                    | 775                    | 775                    | 775                    | 1156                   | 1156                   | 1155                   | 1155                   | 1150                   | 1150                   | 1151                   | 1151                   | 1151v2                 | 1151v2                 | 1151v2                 | 1200                   | 1700                   | 1851                   |
|                        |                        |                        |                        |                        |                        |                        |                        |                        |                        |                        |                        |                        |                        |                        |                        |                        |                        |                        |                        |                        |                        |                        |                        |                        |                        |
| Мобильные              | Мобильные              | 495                    | 495                    | 479                    | 479                    | 479                    | 479                    | 479                    | M                      | P                      | P                      | G1                     | G1                     | G2                     | G2                     | G3                     | G3                     |                        |                        |                        |                        |                        |                        |                        |                        |
|                        |                        |                        |                        |                        |                        |                        |                        |                        |                        |                        |                        |                        |                        |                        |                        |                        |                        |                        |                        |                        |                        |                        |                        |                        |                        |
| Сервер                 | Топ                    |                        |                        |                        |                        |                        |                        |                        |                        |                        |                        |                        |                        |                        |                        |                        | 2011-1                 | 2011-1                 | 2011-1                 |                        |                        |                        |                        |                        |                        |
| Сервер                 | Топ                    |                        |                        |                        | 604                    | 604                    | 604                    | 604                    | 604                    | 604                    | 604                    |                        | 1567                   | 1567                   | 2011                   | 2011                   | 2011                   |                        | 3647                   | 3647                   | 3647                   | 3647                   | 4189                   | 4189                   | 7529                   |
| Сервер                 | Топ                    |                        |                        |                        |                        |                        |                        |                        |                        |                        |                        |                        |                        |                        | 2011-3                 |                        |                        |                        |                        |                        |                        |                        |                        |                        |                        |
| Сервер                 | Мейнстрим              | Slot 2                 | Slot 2                 | 603                    | 603                    | 603                    | 603                    |                        | 771                    | 771                    | 1366                   | 1366                   | 1366                   | 1366                   | 1356                   | 1356                   | 1356                   | 1356-3                 |                        |                        |                        |                        |                        |                        |                        |
| Сервер                 | Начальный              |                        |                        |                        |                        |                        |                        |                        |                        | 775                    | 775                    | 1156                   | 1156                   | 1155                   | 1155                   | 1150                   | 1150                   | 1151                   | 1151                   | 1151                   | 1151                   | 1151                   | 1200                   | 1700                   | 1851                   |

### Разъёмы процессоровAMD

#### Десктопные сокеты
- Super Socket 7 (1998) — AMD K6-2, AMD K6-III, AMD K6-2+/K6-III+, Rise mP6, Cyrix MII/6x86MX; аналог Socket 7, но с поддержкой частоты шины 100 МГц
- Slot A (слотовый) (1999) — первые Athlon на ядре K7. Механически (но не электрически) совместим со Slot 1
- Socket 462/ Socket A (2000) — K7 (Athlon, Athlon XP, Sempron, Duron)
- Socket 754 (2003) — Athlon 64 нижнего уровня, Sempron; поддержка одноканального режима работы с памятью DDR
- Socket 939 (2004) — Athlon 64 и Athlon 64 FX; поддержка двухканального режима работы с памятью DDR
- Socket AM2 (2006) — 940 контактов, но не совместим с Socket 940; поддержка памяти DDR2
- Socket AM2+ (2007) — замена для Socket AM2, с поддержкой шины HyperTransport 3.0 (прямая и обратная совместимость с AM2 для всех планируемых материнских плат и процессоров)
- Socket AM3 (2009) — замена для Socket AM2+; поддержка памяти DDR3
- Socket AM3+ (2011) — замена для Socket AM3; поддержка процессоров AMD FX с кодовым именем «Zambezi» на микроархитектуре Bulldozer
- Socket FM1 (2011) — 905 контактный разъем, предназначенный для установки процессоров с микроархитектурой AMD Fusion
- Socket FM2 (2012) — Trinity и Richland, микроархитектура Piledriver
- Socket FM2+ (2014) — Kaveri и Godavari, микроархитектура Steamroller
- Socket AM1 (2014) — для процессоров семейства Kabini на микроархитектуре Jaguar
- Socket AM4 (2016) — замена для Socket AM3+; для процессоров с микроархитектурой: Zen, Zen+, Zen 2, Zen 3; поддержка памяти DDR4
- Socket TR4 (2017) — для процессоров с микроархитектурой Zen, Zen+
- Socket sTRX4 (2019) — замена для Socket TR4; для процессоров на новой микроархитектуре Zen 2
- Socket sWRX8 (2020) — улучшенный сокет TRX4 с новыми фичами: на этом сокете работают Threadripper PRO 3-го и 5-го поколения.
- Socket AM5 (2022)  — замена для Socket AM4; для процессоров с микроархитектурой: Zen 4; поддержка памяти DDR5
- Socket sTR5 (2023) — замена TR4,sTRX4 и sWRX8;поддерживает серию Ryzen Threadripper 7xxx на базе Zen 4.

#### Серверные сокеты
- Socket 940 — Opteron и ранние Athlon FX (от Socket 939 отличается одной «ногой», которая используется для контроля правильности прочитанных данных из памяти, ECC); поддержка двухканального режима работы с памятью DDR
- Socket F (Socket 1207) — серверные Opteron
- Socket F+ (Socket 1207+) — серверные Opteron с поддержкой шины HyperTransport 3.0
- Socket C32 — серверные Opteron для одно- и двухпроцессорных конфигураций
- Socket G34 — серверные Opteron для двух- и четырёхпроцессорных конфигураций
- Socket SP3 — серверные EPYC на основе микроархитектуры Zen, Zen+, Zen2
- Socket SP5 — серверные EPYC на основе микроархитектуры Zen 4

| Сокеты AMD 1998-… | Сокеты AMD 1998-… | Сокеты AMD 1998-… | Сокеты AMD 1998-… | Сокеты AMD 1998-… | Сокеты AMD 1998-… | Сокеты AMD 1998-… | Сокеты AMD 1998-… | Сокеты AMD 1998-… | Сокеты AMD 1998-… | Сокеты AMD 1998-… | Сокеты AMD 1998-… | Сокеты AMD 1998-… | Сокеты AMD 1998-… | Сокеты AMD 1998-… | Сокеты AMD 1998-… | Сокеты AMD 1998-… | Сокеты AMD 1998-… | Сокеты AMD 1998-… | Сокеты AMD 1998-… | Сокеты AMD 1998-… | Сокеты AMD 1998-… | Сокеты AMD 1998-… | Сокеты AMD 1998-… | Сокеты AMD 1998-… | Сокеты AMD 1998-… | Сокеты AMD 1998-… | Сокеты AMD 1998-… | Сокеты AMD 1998-… |
| ----------------- | ----------------- | ----------------- | ----------------- | ----------------- | ----------------- | ----------------- | ----------------- | ----------------- | ----------------- | ----------------- | ----------------- | ----------------- | ----------------- | ----------------- | ----------------- | ----------------- | ----------------- | ----------------- | ----------------- | ----------------- | ----------------- | ----------------- | ----------------- | ----------------- | ----------------- | ----------------- | ----------------- | ----------------- |
|                   |                   | 1998              | 1999              | 2000              | 2001              | 2002              | 2003              | 2004              | 2005              | 2006              | 2007              | 2008              | 2009              | 2010              | 2011              | 2012              | 2013              | 2014              | 2015              | 2016              | 2017              | 2018              | 2019              | 2020              | 2021              | 2022              | 2023              | 2024              |
| Десктоп           | Рабочие станции   |                   |                   |                   |                   |                   |                   |                   |                   |                   |                   |                   |                   |                   |                   |                   |                   |                   |                   |                   | TR4               | TR4               | sTRX4             | sWRX8             | sWRX8             | sWRX8             | sTR5              | sTR5              |
| Десктоп           | Основной          | 7                 | 7                 | 462               | 462               | 462               | 754               | 939               | 939               | AM2               | AM2+              | AM2+              | AM3               | AM3               | AM3+              | AM3+              | AM3+              | AM3+              | AM3+              | AM4               | AM4               | AM4               | AM4               | AM4               | AM4               | AM5               | AM5               | AM5               |
| Десктоп           | Основной          |                   | Slot A            |                   |                   |                   |                   |                   |                   |                   |                   |                   |                   |                   |                   |                   |                   | AM1               |                   |                   |                   |                   |                   |                   |                   |                   |                   |                   |
| Десктоп           | Офисный           |                   |                   |                   |                   |                   |                   |                   |                   |                   |                   |                   |                   |                   | FM1               | FM2               | FM2               | FM2+              | FM2+              | FM2+              | FM2+              | FM2+              |                   |                   |                   |                   |                   |                   |

## Разъёмы мобильных процессоров
Для мобильных процессоров используются низкопрофильные версии разъёмов.
Intel
● Socket 615 — (µPGA1), который использовался в Pentium II и ранних мобильных процессорах Celeron.
- Socket 495 — с 2000 года; для Intel Celeron mobile (FC-PGA2) Тип разъёма: PGA-ZIF]
- Socket 479 (mPGA479M) — с 2001 года; 479 контактов (используются 478); для Pentium III-M, наиболее распространён для Pentium M и Celeron M 3xx, также версия совместима с Socket M (Intel Core Solo, Core Duo, Core 2 Duo и Celeron M 4xx/5xx)
- Socket M (mPGA478MT) — в 2006 году на смену Socket 479 для процессоров семейства Core/Core 2;
- Socket P (mPGA478MN) — с 9 мая 2007 года на смену Socket M; для процессоров семейства Core 2;
- Socket G1 (rPGA988A) — с 2009 года на смену Socket P, для процессоров семейства Core первого поколения
- Socket G2 (rPGA988B) — с 2011 года на смену Socket G1, для мобильных процессоров Celeron, Pentium, Core i3, Core i5, Core i7 второго и третьего поколения
- Socket G3 (rPGA946) — с 2013 года на смену Socket G2, для семейства процессоров Core четвёртого поколения

AMD
- Socket A (Socket 462)
- Socket 563 — мобильный Athlon XP-M с низким потреблением энергии
- Socket 754
- Socket S1 — мобильные Athlon 64, Turion 64 и Mobile Sempron
- Socket FS1
- Socket FP2, Socket FP3, Socket FP4, Socket FP5, Socket FP6
- Socket FT1, Socket FT3